# Pat Walshe
Patrick Walshe (n. 26 iulie 1900, New York City, New York, SUA – d. 11 decembrie 1991, Los Angeles, California, SUA) a fost un actor de personaj american și artist de circ. Acesta este cunoscut pentru rolul lui Nikko, liderul maimuțelor înaripate⁠(d), din filmul Vrăjitorul din Oz (1939). A apărut într-un număr mic de filme, deoarece pe parcursul carierei a fost implicat cu precădere în spectacole de teatru, vodevil și circ. Walshe a colaborat deseori cu actorii Lew Fields⁠(d) și Joe Cook⁠(d).

## Biografie
Născut Patrick Walshe, pe 26 iulie 1900 în New York City, acesta și-a petrecut primii ani din viață în Brooklyn. Acesta a suferit de nanism și a avut o înălțime de doar 120 de centimetri.
Walshe a început să apară în spectacole de vodevil și circ de la o vârstă fragedă. Prima sa apariție pe Broadway a fost în producția The Girl Behind the Counter⁠(d) (1908) de Lew Fields, unde l-a interpretat pe „Thompkins”, unul dintre chelnerii glumeți. În 1909, a apărut în piesa de teatru The Midnight Sons⁠(d) alături de micul actor Irwin Emmer. Cei doi au interpretat o pereche de păsări, aceasta fiind una dintre primele apariții ale sale în rolul unui animal. La scurt timp după acest spectacol, a apărut în Circul Fraților Ringling⁠(d) al celebrilor frați Ringling⁠(d). 
În anii următori, Walshe a apărut în revista de cabaret Hell la teatrul Folies-Bergère⁠(d), iar mai târziu s-a reunit cu Lew Fields pentru piesa de teatru Bunty, Bulls and Strings. A fost clovn pentru Circul Barnum & Bailey⁠(d) la Madison Square Gardens în 1912. În 1913, a apărut în producția A Good Little Devil⁠(d) pe Broadway alături de Mary Pickford, unde a jucat rolul unui gnom pe nume „Huggermunk” și al unei veverițe. Mai târziu, Walshe a apărut în piesa lui Winthrop Ames⁠(d) - „Albă ca Zăpada și cei șapte pitici⁠(d)” - alături de Irwin Emmer. Ulterior, și-a petrecut timpul în circul lui Frank A. Robbins și în anul următor a apărut, alături de Irwin Emmer și alți câțiva actori-pitici, la expoziția „Toyland” din cadrul Expoziției Internaționale Panama-Pacific⁠(d).
Walshe și-a făcut debutul în film în 1915 în comedia Old Dutch. Acolo a readus la viață rolul din The Girl Behind the Counter interpretat cu cinci ani în urmă. Cvartetul de chelneri fusese popular în rândul publicului, așa că Fields i-a reunit pe toți pentru filmul său produs de compania World Films.
Din 1945 până în 1946, Walshe a participat la spectacole organizate de  Ringling Bros. și Barnum & Bailey Circus, Circul lui Al Dean, la Teatrul Court Square și cu Circul Cole Bros.⁠(d) A avut alte roluri minore în filme precum Pinky⁠(d) și Roseanna McCoy⁠(d). În Panic in the Streets⁠(d) (1950), acesta a interpretat un vânzător ambulant de ziare pe nume Pat, fiind unul dintre puținele sale roluri cu dialog.

### Vrăjitorul din Oz
În 1938, Walshe a obținut cel mai important rol al carierei sale - a apărut în lungmetrajul Vrăjitorul din Oz, unde l-a interpretat pe Nikko, liderul Maimuțelor Înaripate. Walshe a primit rolul datorită experienței sale obținute în spectacolele de circ și vodevil, respectiv modului în care imita maimuțele. Castingul său a fost anunțat oficial pe 28 septembrie și a fost primit la MGM pe 3 octombrie.
Spre deosebire de celelalte maimuțe, personajul Nikko a reprezentat un rol creditat, acesta fiind servitor și secund sub comanda Vrăjitoarei de la Apus⁠(d) (interpretată de Margaret Hamilton). Deși nu existau dialoguri pentru personajul său, interpretarea lui Walshe constând doar în mișcări și gesturi, a fost creditat pe ecran, un lucru rar întâlnit în acea perioadă pentru astfel de roluri minore. În loc să utilizeze machiaje de scenă⁠(d), acesta a fost nevoit să poarte proteze complexe concepute de Jack Dawn⁠(d). În timp ce celelalte maimuțe purtau măști simple de cauciuc, Walshe a purtat un machiaj prostetic⁠(d) alcătuit din mai multe piese, fiind modelat după trăsăturile sale și lipit de fața sa. De asemenea, a purtat un costum de blană, cu aripi și  coadă. Spre deosebire de celelalte maimuțe, aripile lui Nikko sunt tăiate pentru a-l împiedica să zboare. Drept urmare, el este forțat să rămână în  castelul Vrăjitoarei și nu ia parte la capturarea lui Dorothy.
Deși Walshe figurează în creditele filmului ca „Nikko” și, în ciuda aparițiilor sale frecvente, numele „Nikko” nu este niciodată rostit. În carte, personajul este numit pur și simplu „regele maimuțelor”. O mare parte din spectatorii filmului s-au întrebat cine este „Nikko”, iar unii l-au confundat cu Căpitanul Gărzilor Winkie⁠(d) (interpretat de Mitchell Lewis).

## Moartea
Walshe a murit pe 11 decembrie 1991 în Los Angeles din cauza unui atac de cord. La vârsta de 91 de ani, acesta a fost ultimul membru creditat al distribuției filmului Vrăjitorul din Oz. A fost înmormântat în Westwood Memorial Park⁠(d).

## Filmografie
| An   | Titlu                | Rol                     | Note                      |
| ---- | -------------------- | ----------------------- | ------------------------- |
| 1915 | Old Dutch            | Waiter                  | Debut în film, Necreditat |
| 1930 | Seeing Things        | Little Guy              | Scurtmetraj               |
| 1939 | The Wizard of Oz     | Nikko                   |                           |
| 1949 | Pinky                | Minor Role              | Necreditat                |
| 1949 | Roseanna McCoy       | A Hatfield              | Necreditat                |
| 1950 | Panic in the Streets | Pat - Newspaper Peddler | Rol final, Necreditat     |

### Teatru
- The Girl Behind the Counter (1908) - Thompkins
- The Midnight Sons (1909) - Pasăre
- Ringling Brothers Circus (1910)
- Hell at Folies-Begere (1911) - An Antique
- Bunty Bull and Strings (1912) - Mr MacGregor
- Barnum & Bailey at Madison Square Garden (1912) - Clovn
- A Good Little Devil (1913) - Huggermunk/Veveriță
- Snow White and the Seven Dwarfs (1913) - Pitic
- Frank A. Robbins Circus (1914)
- Toyland (1915)
- Weber and Fields Reunion (1915) - Maimuță
- Good-Bye, Bill (1918) - Chorus
- As You Were (1920) - Primeval Father
- The Merchant of Venice (1922) - Maimuța Jessicăi
- The Jeweled Tree (1926) - Hotep/First Shade
- Rain or Shine (1928–29) - Maimuța
- Fine and Dandy (1930–31) - J. Newton Wheer/The Colt
- Topsy Turvy Revue (1936) - Midget Tarzan
- Ringling Bros. and Barnum & Bailey Circus (1945–46)
- Al Dean's Circus (1946) - The Human Ape
- Cole Bros. Circus (1950)